# Philippe Glotin
Pour les articles homonymes, voir Glotin.
Philippe Glotin est un ingénieur et chef d'entreprises français né à Bordeaux le 3 novembre 1938 et mort le 24 décembre 1996 à Paris.

## Biographie
Petit-fils de Paul Glotin, Philippe Glotin est le fils d'Yves Glotin, président-directeur général de Marie Brizard, et d'Henriette Labat (petite-fille de Théophile Labat). Élève à l'École polytechnique, docteur en sciences physiques et diplômé de l'INSEAD, il débute au CEA (LETI). Il prend part à la création de l'EFCIS (Étude et fabrication de circuits intégrés spéciaux) en 1972, dont il devient directeur général adjoint.
À la suite de la prise de contrôle de l'EFCIS par Thomson-CSF, en 1981, Glotin prend la direction de la division circuits intégrés bi-polaires du groupe Thomson, rejoint l'état-major de la branche communication de Thomson-CSF en 1983, puis, est nommé directeur général d'Alcatel Thomson Radiotéléphone en 1985, après le regroupement des opérations radiotéléphonique d'Alcatel et de Thomson-CSF.
Il devient vice-président d'Alcatel Business Systems en 1990.
Nommé délégué général de la Société française du radiotéléphone (SFR) en septembre 1992, il en est président-directeur général en 1992, succédant à Alain Bravo de décembre 1992 à décembre 1996. Il développe et consolide la place de SFR au sein des trois principaux opérateurs téléphoniques français et prépare son entrée en Bourse. Il dote SFR d'un réseau GSM à couverture nationale. À son décès en 1996, SFR occupe la seconde place des opérateurs français de radiotéléphone.
Il devient également vice-président-directeur général de la Cofira en 1992 et directeur général de Cegetel.
Il pilote le comité de réflexion de la Compagnie générale des eaux sur les télécommunications.
Philippe Glotin devient président de TDR (radiomessagerie) de 1994 à 1996.
Il est président de l'Association française des opérateurs privés de télécommunications. Il est également membre de la commission consultative des radiocommunications, en tant que représentant des fournisseurs de services de radiocommunications.
Philippe Glotin assure également la présidence du conseil de surveillance de la société familiale Marie Brizard, dirigée par son frère Paul, et de la Société financière d'Aquitaine.

## Distinctions
Il est nommé chevalier dans l'ordre de la Légion d'honneur par décret du 29 mars 1993.